# Eccidio di Rodengo Saiano
L'eccidio di Rodengo Saiano è un crimine di guerra nazista avvenuto tra il 26 e il 27 aprile 1945, compiuto dallo Sturmbannführer Alois Thaler e dal Gruppo Pronto Impiego delle Unità di Riserva Armate delle SS situato nella Villa Fenaroli di Corneto.

## Storia
A Rodengo-Saiano, nella Villa Fenaroli di Corneto, era stato dislocato un Gruppo di Pronto Impiego comandato dal maggiore Alois Thaler, formato dall'82º Reggimento delle SS Italien, composto da circa 200 uomini.
Il 26 aprile 1945, 72 membri delle SS che si trovavano nell'Abbazia Olivetana di San Nicola vengono disarmati da un piccolo gruppo di 10 partigiani, i cui nomi erano Giovanni Battista Vighenzi, Mario Andreis, Giuseppe Caravello, Giovanni Ceretti, Enea Olivo Gastone Tiego, Giovanni Felappi, Angelo Franchini, Gaetano Lumini, Giovanni Pezzotti e Giuseppe Malvezzi. Consapevole del fatto che il resto del reggimento era numeroso e ben armato, Vighenzi si reca a Rovato per cercare rinforzi, sperando in una resa pacifica vista l'avanzata degli Alleati verso Brescia. Invece, al ritorno, la situazione è mutata e lui e gli altri 9 partigiani vengono catturati dagli uomini di Thaler e portati alla Villa Fenaroli, dove sono stati interrogati, torturati e imprigionati in un locale della villa.

## L'eccidio
All'alba del 27 aprile 1945, i 10 partigiani vengono svegliati e portati sulla collina retrostante la Villa Fenaroli. Lì vengono tutti fucilati dai soldati di Alois Thaler, che successivamente si daranno alla fuga da Rodengo. Il giorno dopo, i cadaveri vengono ritrovati da alcuni cittadini.  

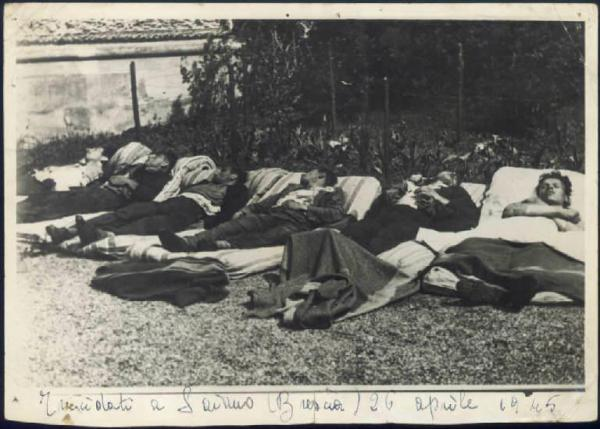
I partigiani fucilati sulla collina retrostante la Villa Fenaroli

Secondo il referto medico del dottore che fece le autopsie, Carlo Guidarini, i cadaveri presentavano "ferite da armi da fuoco, alcuni presentavano ecchimosi varie, altri fratture alla scatola cranica, alle mascelle, altri tumefazioni alle labbra o agli occhi e contusioni agli arti inferiori e addome".

### La fuga di Thaler e delle SS
Dopo aver compiuto la strage, Alois Thaler e il Gruppo Pronto Impiego delle SS fuggono dal paese. Alcuni soldati fuggono individualmente, mentre 30 soldati vanno con Thaler, dove si nasconderanno a Sarnico, nella località Tengattini. Il 30 aprile, Thaler e i 30 soldati vengono scovati da alcuni partigiani, creando uno scontro armato, di cui Thaler sarà superstite e riuscirà a scappare fino ad Adro. Da Adro viene portato prima a Chiari e poi a Brescia, dove è stato tenuto per una notte nel Comando Militare di Piazza Vittoria. Il giorno seguente, il 2 maggio, venne riportato a Rodengo Saiano, dove venne sentenziato a morte.